# 何塞·科洛梅尔
何塞·科洛梅尔（西班牙語：José Colomer，1935年6月10日—2013年1月24日），西班牙男子曲棍球运动员。他曾代表西班牙参加1960年、1964年和1968年夏季奥林匹克运动会曲棍球比赛，其中1960年奥运会获得一枚铜牌。